# Пащенково (Сумская область)
Пащенково (укр. Пащенкове) — село,
Жовтневенский поселковый совет,
Белопольский район,
Сумская область,
Украина.
Код КОАТУУ — 5920655309. Население по переписи 2001 года составляло 113 человек .

## Географическое положение
Село Пащенково находится на левом берегу реки Вир,
выше по течению примыкает пгт Николаевка,
ниже по течению примыкает село Стрельцово,
на противоположном берегу — сёла Гостинное и Самара.

## Экономика
- Молочно-товарная ферма.